# Джміль земляний

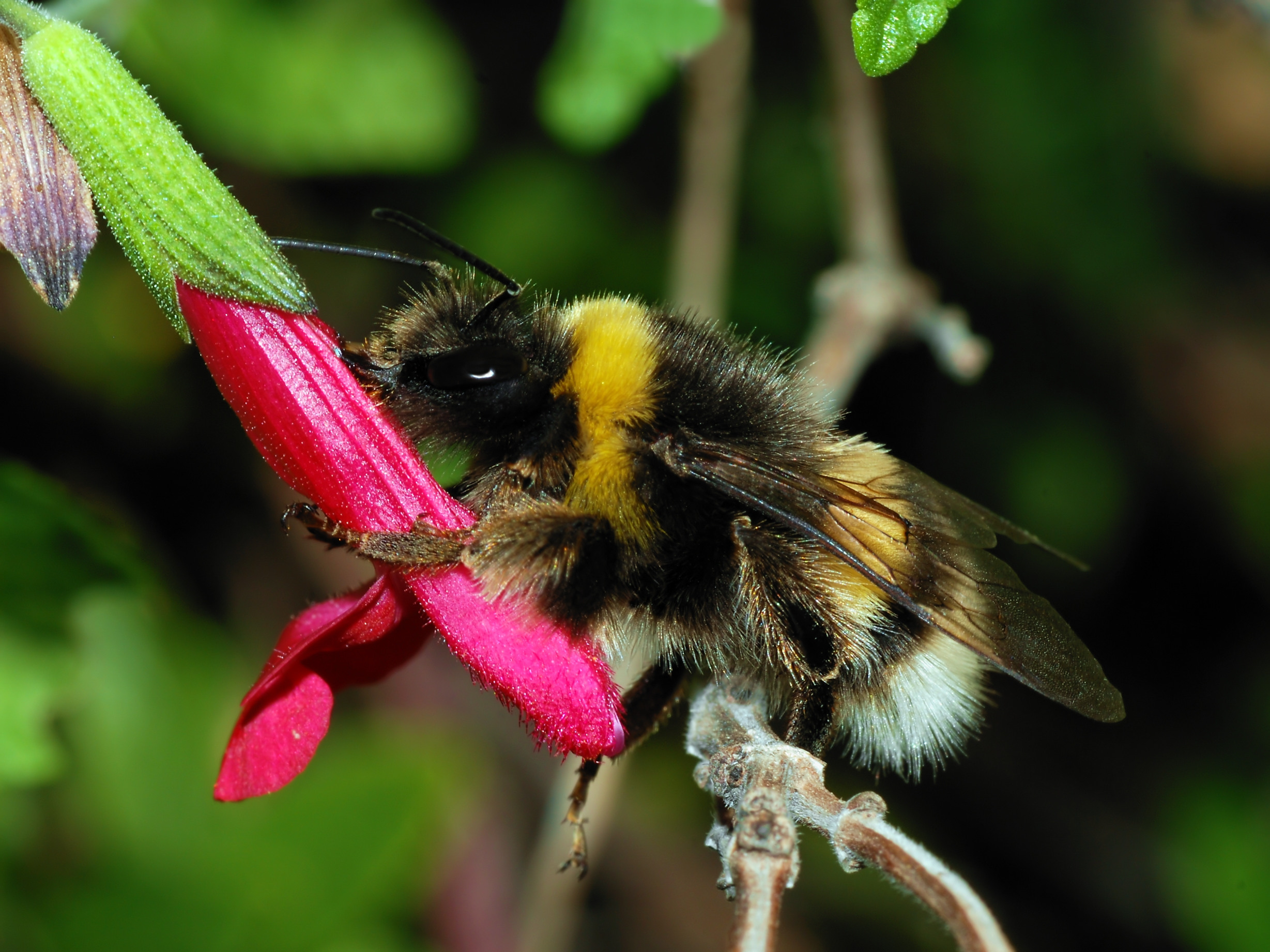

Джміль земляни́й (Bombus terrestris) — вид джмелів.

## Назва

### Видовий епітет
Видовий епітет лат. terrestris перекладається укр. наземний або укр. земний.

## Опис
Самиця 19-23 мм (до 27 мм), робочі 11-17 мм, самці 11-22 мм. Верх грудей у чорних волосках, передньоспинка з перев'язом з рудувато-жовтих волосків. Тергіти черевця з чотирма перев'язами: 1-й, 3-й і частина 4-го тергіта в чорних волосках, 2-й тергіт — в рудувато-жовтих, 5-й і частина 4-го тергіта в білих або світло-жовтих волосках.

## Поширення
Європа (крім північно-східних районів), Передня Азія, Кавказ, південь Уралу та Західного Сибіру, Середня Азія, північний захід Африки.

## Генетика
Геном виду Bombus terrestris становить 0,64 пг (C value), диплоїдний хромосомний набір (2n): 36.